# Robert Nay
Robert John Nay (* 15. November 1956; † 7. November 1992 in Labrador) war ein australischer Schwimmer, der bei den Commonwealth Games eine Goldmedaille gewann. 

## Sportliche Karriere
Bei den Olympischen Spielen 1972 in München schied Nay über 200 Meter Freistil als 14. der Vorläufe aus. Die australische 4-mal-200-Meter-Freistilstaffel erreichte in der Besetzung Graham Windeatt, Bruce Featherston, Graham White und Michael Wenden das Finale mit der zweitschnellsten Zeit. Im Endlauf schwammen Michael Wenden, Graham Windeatt, Robert Nay und Brad Cooper, das Quartett schwamm im Finale kaum schneller als die Vorlaufstaffel und belegte den fünften Platz mit 2,9 Sekunden Rückstand auf die sowjetischen Gewinner der Bronzemedaille.
1974 bei den British Commonwealth Games in Christchurch siegte die australische 4-mal-200-Meter-Freistilstaffel mit John Kulasalu, Michael Wenden, Robert Nay und Stephen Badger.
Robert Nays Tochter Meagen Nay nahm 2008 und 2012 mit dem australischen Schwimmteam an den Olympischen Spielen teil.